# 九州歴史資料館
九州歴史資料館（きゅうしゅう れきし しりょうかん）は、福岡県小郡市に所在する歴史系博物館である。福岡県教育委員会が運営している。

## 沿革
1973年、福岡県初の本格的な公営歴史博物館として、福岡県太宰府市石坂4丁目7-1に開館。建設に当たり、17万平方メートルの敷地は太宰府天満宮から無償で提供を受けた。以降、館に隣接する大宰府の発掘調査や、各地の仏像の調査、福岡県内の遺跡出土品の展示などを行なってきた。
開館して30年以上経ち、建物の老朽化や保管庫の増築が限界を迎えており、また隣接地に九州国立博物館が開館することから、移転再整備をめぐって2003年2月「九州歴史資料館将来構想検討委員会」が設立された。調査の結果、小郡市三沢の小郡市埋蔵文化財センターの隣側にある筑後小郡簡保レクセンター跡地に移転地を決定し、2008年4月に着工。太宰府市の旧館は2010年3月31日限りで休館し、2010年11月21日に現在地に開館した。

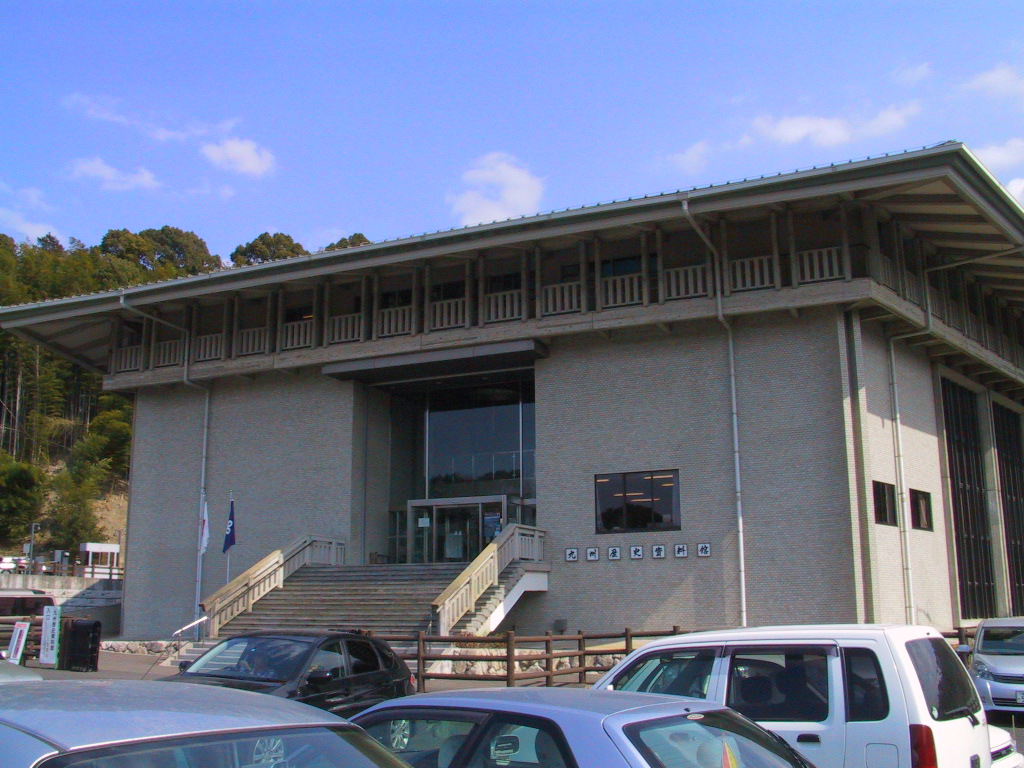
太宰府市にあった頃の九州歴史資料館
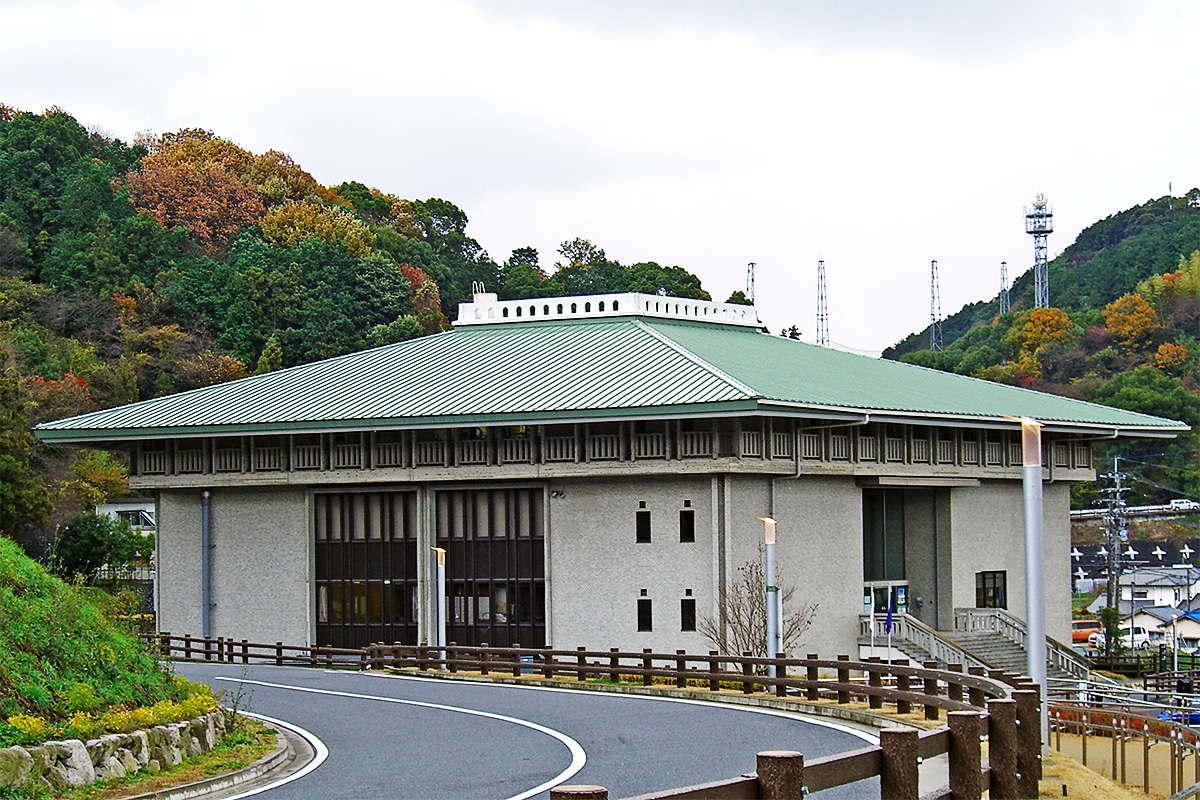

## 展示
福岡県立の歴史系博物館として、常設展示では、古代九州を統括した大宰府政庁跡の出土品である鬼瓦をはじめ、古文書や仏像などの展示を通じて、古代から近代に至る福岡県の歴史をたどることができる。その他、年1回の特別展と数回の企画展を開催しており、文化情報広場では通年パネル展も開催している。さらに、中庭からは文化財の修復作業の様子を見ることができる。
また、土・日・祝日には子どもから大人まで楽しめる和同開珎や瓦マグネット作り（有料）、拓本採り・土器パズル（無料）等の古代体験や、実際の出土資料を手にとって見ることができる「飛び出すむかしの宝物」があり、大人から子どももまで楽しみながら歴史を身近に感じ取ることができる。
●第1展示室-歴史-（とき）の宝石箱

九州や福岡県域の歴史を語る上で意義深い資料を取り上げ、旧石器時代から近代まで、各時代を象徴する資料を時間の流れに沿って印象的に展示している。
1. 旧石器・縄文時代「狩猟と採集」
2. 弥生時代「稲作とクニ」
3. 古墳時代「北部九州の古墳文化」
4. 古代「Ⅰ.大宰府史跡」「Ⅱ.西海道大宰府」「Ⅲ.仏教美術」
5. 中世「その後の大宰府」
6. 近世「太平の世の福岡」
7. 近代「Ⅰ.福岡県の誕生とあゆみ」「Ⅱ.絵図の世界」

●第2展示室

新発見の文化財や話題性のある調査研究成果を紹介する「企画展」を年に複数回開催しているている。足元には10万分の1(1cm＝1km)の九州の衛星写真もあり、地形の様子などを調べることができる。
●第3展示室-基準資料展示-

常設展示2階回廊部分にあり、調査研究によって明らかにされた資料の型式や年代、地域性を理解するうえで基準となる資料を標本のように展示している。大型の甕棺のオープン展示や、器や陶磁器などの資料を間近にみることのできる、引き出し展示」もあり、吹資料の質感や詳細を見ることができる。になっている第1展示室を上から見ることができ、まさに「歴史（とき）の宝石箱」といえる展示室の美しい様子を鑑賞することができる。
●第4展示室－遺構展示－

九州各地の遺跡で出土した遺構（発掘現場の一部）をそのまま移設した「遺構展示」が床下にあり、ガラスに乗って本物の遺構を真上から覗き込むように見ることができる。
●文化情報広場

各地の博物館の展示情報やイベント情報など、全国から寄せられた文化情報に関する多数のチラシ配架している。県内外の文化財などについて紹介するパネル展示も常時実施している。
その他、展示資料の歴史性や意味について詳しく解説した「解説シート」が各展示室に置かれ、自由持ち帰ることができる。

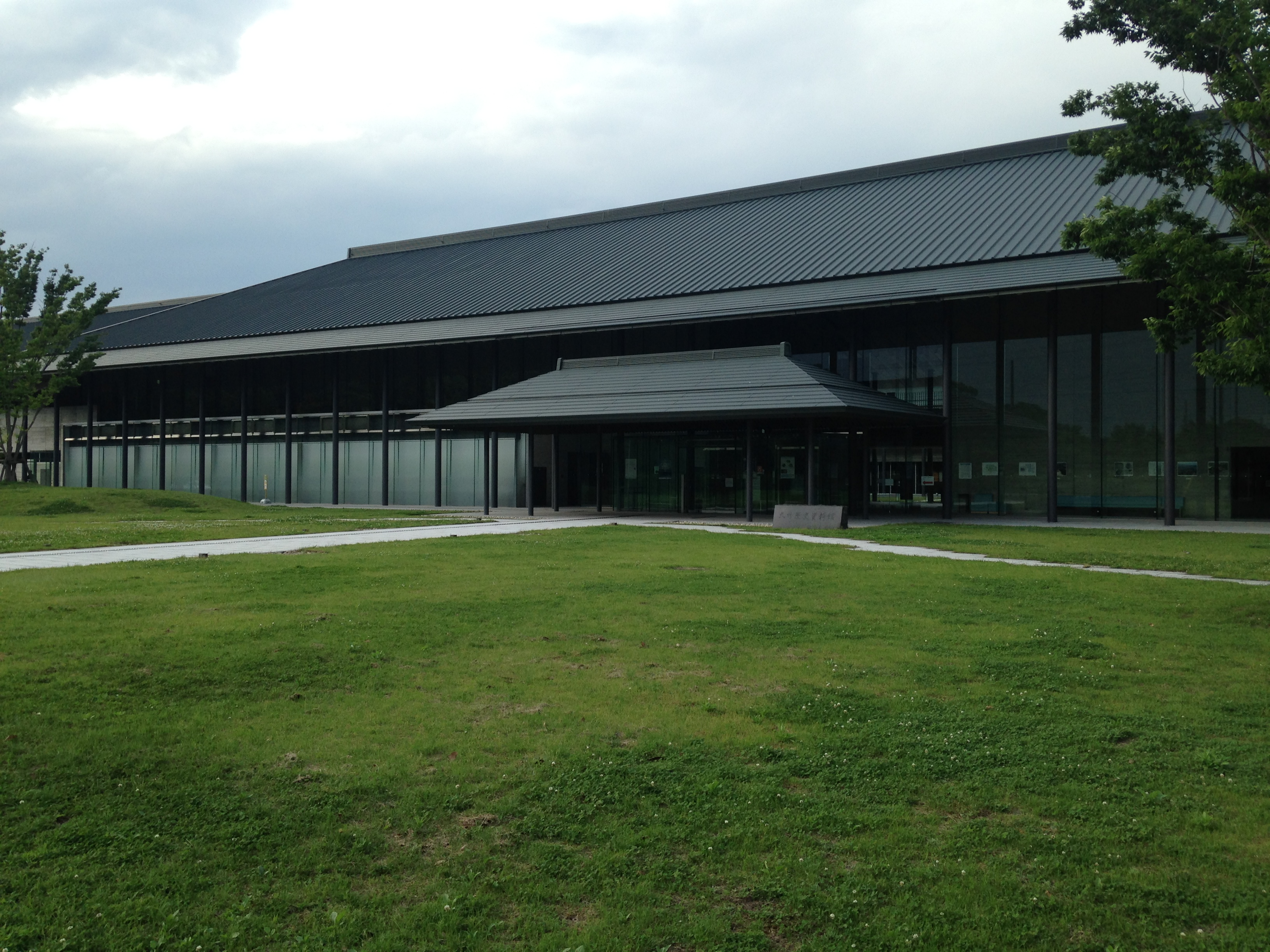
九州歴史資料館外観

## アクセス
- 西鉄天神大牟田線三国が丘駅より徒歩約10分
- JR鹿児島本線原田駅よりタクシーで約5分
- マイカーの場合、大分自動車道筑後小郡インターチェンジより約6.5km。
- 駐車場あり